# 解元
解元，指中國古代科舉制度中鄉試的第一名。中國唐代，科举中舉進士者皆解元。宋代以前稱解頭。

## 歷史沿革
明朝、清朝正式科举考试分为乡试、会试、殿试三级。乡试考中的称举人，俗称孝廉，得第一名者稱為解元或解首（據唐制，「進士由鄉貢，曰 『解』」，所以後世又將鄉試稱為「解試」 ）。同得解元、会元（会试第一）、状元（殿试第一）者即称为连中三元或三元及第。